# Sandra Abd’Allah-Alvarez Ramírez
Sandra Abd’Allah-Alvarez Ramírez (La Habana, 12 de septiembre de 1973) es una investigadora, ensayista, activista y bloguera cubana; activista a favor de los derechos de las mujeres, las personas negras y afrodescendientes así como de la comunidad LGTBI. Vive entre La Habana y Hannover.

## Trayectoria
En 1996 se licenció en Psicología por la Universidad de La Habana, en 2008 obtuvo un Máster en Estudios de Género y se diplomó en Género y Comunicación por el Instituto Internacional de Periodismo José Martí.
Durante casi diez años fue editora del sitio web Cubaliteraria, portal de la literatura cubana.
En junio de 2006 lanzó el blog «Negra cubana tenía que ser». Allí comparte artículos e informaciones contra el racismo, el sexismo, la homofobia y otras discriminaciones que tienen como objetivo a las mujeres en Cuba.
El título del blog está inspirado en la frase «negra(o) tenía que ser», que se utiliza en Cuba, y que implica prejuicios respecto a la comunidad afrocubana. Su blog «visibiliza voces feministas y afrodescendientes, por lo general ausentes de los medios de comunicación oficiales, y sirve como un constante observatorio de hechos segregacionistas por raza, género y orientación sexual».
Es gestora del Directorio de Afrocubanas, una herramienta digital que recopila fichas de mujeres cubanas afrodescendientes que han contribuido de manera significativa a la cultura e historia cubanas.
Es también ciberfeminista negra del grupo de mujeres Afrocubanas, un grupo de activistas vinculadas con el arte y la cultura que han sacado a la luz el libro Afrocubanas: historia, pensamiento y prácticas culturales. Pertenece a la Articulación Regional Afrodescendiente, organización que tiene un capítulo cubano.

## Periodismo
Álvarez investiga acerca de temáticas relacionadas con el racismo y la discriminación racial en Cuba, en particular la representación de las mujeres negras en los medios de comunicación y en las artes; el impacto del uso de las redes sociales en el activismo por los derechos sexuales y reproductivos de las personas con identidades de género y orientaciones sexuales no heteronormativas; las mujeres en el uso de las TIC, la variable racial en los censos en Cuba, las mujeres en el hip hop, entre otros temas.
Colabora con las publicaciones y plataformas Pikara Magazine, Global Voices, El Toque y Hablemos de sexo y amor.
En 2015 fundó Azúcar&Kalt, la primera revista en español de Hannover.

## Libros
- Negra Cubana tenía que ser (Selección de textos publicados). Wanafrica Ediciones, Barcelona, 2020. ISBN 978-84-17150-79-2.